# ザ・ゲーム 〜赤裸々な宴〜
『ザ・ゲーム 〜赤裸々な宴〜』（ザ・ゲーム せきららなうたげ、Le Jeu）は2018年のフランス・ベルギーのコメディ映画。
監督はフレッド・カヴァイエ、出演はベレニス・ベジョとスザンヌ・クレマンなど。
2016年のイタリア映画『おとなの事情』のリメイクである。
日本では劇場公開されず、Netflixで配信された。

## キャスト
※括弧内は日本語吹替。
思春期の娘との関係に悩む夫婦
- マリー: ベレニス・ベジョ（樋口あかり）
- ヴァンサン: ステファン・ドゥ・グルート（フランス語版）（白熊寛嗣）

倦怠期の夫婦
- シャルロット: スザンヌ・クレマン（加藤有生子）
- マルコ: ロシュディ・ゼム（上田燿司）

新婚夫婦
- レア: ドリア・ティリエ（フランス語版）（木下紗華）
- トマ: ヴァンサン・エルバズ（フランス語版）（土田大）

バツイチの独身男
- ベン: グレゴリー・ガドゥボワ（遠藤純一）

その他
- マルゴ: フルール・フィトゥーシ: マリーとヴァンサンの娘。

## 作品の評価
アロシネによれば、17件のメディアによる評論のうち、15件が5点満点中3点以上をつけており、平均して3.4点となっている。
Rotten Tomatoesによれば、6件の評論のうち高評価は83%にあたる5件で、平均点は10点満点中7.4点となっている。